# Sigmodontinae
La subfamilia Sigmodontinae está compuesta por roedores del Nuevo Mundo, mayormente pequeños. Los sigmodontinos es uno de los grupos más diversos de mamíferos. Incluye al menos 376 especies.

## Descripción
Muchas autoridades incluyen a los Neotominae y Tylomyinae como parte de la gran definición de Sigmodontinae. Cuando se incluyen estos géneros, los miembros del grupo suben a 508. Están distribuidos a lo largo y ancho del Nuevo Mundo, pero predominantemente en América del Sur. Los sigmodontinos habitan en el mismo nicho ecológico que ocupan los Murinae en el Viejo Mundo. 
Los "Thomasomyini" del bosque atlántico del Brasil no están relacionados con los Thomasomyini "reales" del norte de los Andes y Amazonia. Los géneros Wiedomys y Sigmodon están colocados en su propia tribu, y los "phyllotinos" Irenomys, Punomys, Euneomys, y Reithrodon se consideran incertae sedis.

### Tribus y Géneros
Los géneros de Sigmodontinae se agrupan en tribus; algunos cuyas relaciones filogenéticas son inciertas se consideran como incertae sedis:

#### Subfamilia Sigmodontinae

##### TribuSigmodontini
- Sigmodon - Ratas del Algodón

##### TribuIchthyomyini
| - Anotomys - Ratas ecuatorianas comedoras de pescado - Chibchanomys - Rata de agua - Ichthyomys - Ratas cangrejeras | - Neusticomys - Ratas pescadoras - Rheomys - Ratas de agua |

#### TribuOryzomyini
| - Amphinectomys - Rata de agua de Ucayali - Cerradomys - Dushimys† - Drymoreomys - Eremoryzomys - Handleyomys - Holochilus - Ratas de ciénaga - Lundomys - Rata anfibia de Lund - Megalomys † - Rata arrocera gigante - Melanomys - Rata oscura de arroz - Microakodontomys - Ratón de Brasilia - Microryzomys - Ratones arroceros - Neacomys - Ratón erizado | - Nectomys - Rata de Agua - Nesoryzomys - Ratón de Galápagos - Nephelomys - Noronhomys† - Roedor de Vespucci - Oecomys - Ratas arroceras arbóreas - Oligoryzomys - Ratas arroceras pigmeas - Oryzomys - Ratas arroceras - Pseudoryzomys - Ratas de arroz falsas - Scolomys- Ratón espinoso del Nuevo Mundo - Sigmodontomys - Ratas de arroz acuáticas - Tanyuromys - Zygodontomys - Ratón de Caña |

#### TribuThomasomyini
| - Abrawayaomys - Rata de Ruschi - Aepeomys - Rata de Montane - Chilomys - Rata de bosque colombiana - Delomys - Rata de bosque atlántica - Phaenomys - Rata arbórea de Río de Janeiro | - Rhagomys - Ratón arbóreo - Rhipidomys - Ratón escalador - Thomasomys - Ratón de Oldfield - Wilfredomys - Ratón de Wilfred |

#### TribuWiedomyini
| - Cholomys† | - Wiedomys - Ratón de nariz colorada |

#### TribuAbrotrichini[4]
| - Abrothrix - - Chelemys - Ratón de garras largas - Geoxus - Ratón topo de garra larga | - Notiomys - Ratón de garra larga de Edward - Pearsonomys - Acodonte de garra larga de Pearson |

#### TribuAkodontini
| - Akodon - Ratón de pasto sudamericano - Bibimys - Ratas de nariz roja carmesí - Blarinomys - Ratón musaraña brasileño - Brucepattersonius - Deltamys - Ratón de pasto de Kemp - Juscelinomys - Ratón excavador - Kunsia - Rata gigante | - Lenoxus - Rata andina - Necromys - Ratón Bolo - Oxymycterus - Hocicudos - Podoxymys - Ratón de Roraima - Scapteromys - Rata de Pantano - Thalpomys - Ratón Cerrado - Thaptomys - Acodonte ébano |

#### TribuPhyllotini
| - Andalgalomys - Ratón del Gran Chaco - Andinomys - Ratón andino - Auliscomys - Ratón orejón - Calomys - Ratón Vesper - Chinchillula -Ratón Chinchilla del Altiplano - Eligmodontia - Ratón sedoso del desierto - Euneomys - Ratón Chinchilla - Galenomys - Ratón de Garlepp - Graomys - Ratón orejas de hoja - Ichthyurodon† - Irenomys - Ratón escalador chileno | - Loxodontomys - Neotomys - Rata de los pantanos andinos - Olympicomys† - Pardinamys † - Phyllotis - Ratón orejas de hoja - Punomys - Rata Puna - Reithrodon - Rata conejo - Salinomys - Tafimys† - Tapecomys - Tapecua primordial |

#### Incertae sedis
| - Juliomys | - Megaoryzomys |